# روي هارت (لاعب كرة قدم أمريكية)
روي هارت (بالإنجليزية: Roy Hart)‏ هو لاعب كرة قدم أمريكية أمريكي، ولد في 10 يوليو 1965 في تيفتون في الولايات المتحدة.

## وصلات خارجية
- روي هارت على موقع مرجع كرة القدم المحترفة.كوم (الإنجليزية)